# Club Dogo
Club Dogo est un groupe italien de hip-hop, originaire de Milan, en Lombardie. Il est composé de Guè Pequeño, surnommé Il guercio (« le loucheur »), Don Joe et Jake La Furia. Ils sont membres du Dogo Gang, et résident à Milan.

## Histoire

### Sacre Scuole (1999–2001)
Le groupe Sacre Scuole est formé de l'amitié entre Gué Pequeno et Dargen D'Amico, camarades de classe, qui sont ensuite rejoints par le MC Jake La Furia.. Le chanteur est Dargen D'Amico, que les deux autres artistes reconnaissent toujours comme un certain mérite dans leur premier développement artistique. Le groupe collabore avec des artistes comme Solo Zippo, Chief, DJ Enzo, DJ Skizo et DJ Zak (du groupe Alien Army), très bien établis dans la scène underground du hip-hop italien. En 1999, le groupe publie 3 MC's al cubo, dans lequel Chief est le producteur exécutif. Au cours de la même période, Don Joe (MC et producteur qui a travaillé avec la chanteuse RnB Irene Lamedica) collabore étroitement avec le trio. Le groupe se dissout en 2001, en raison de divergences entre Dargen D'Amico et Jake La Furia.

### Mi fistetPenna capitale(2002–2006)
Après la période Sacre Scuole, Jake La Furia et Gué Pequeno se joignent au beatmaker et MC Don Joe, et forment le groupe appelé Club Dogo. Leur nom s'inspire du dogue argentin, une race canine particulièrement adaptée à la chasse. Le premier album indépendant qu'ils composent s'intitule Mi fist, publié en 2003. La production musicale est confiée à Don Joe, et l'album fait participer Dargen D'Amico, Aken et Issam Lamaislam, MC du Porzione Massiccia Crew, originaire de Bologne.
Le succès de Mi fist est tel qu'il est réédité en 2004 par le label Vibrarecords. Par la suite, le groupe est récompensé du MC Glaime dans les catégories « meilleur album » et « meilleur artiste/groupe ». En 2004, le groupe publie, aux côtés du Porzione Massiccia Crew, la mixtape PMC VS Club Dogo - The Official Mixtape.
En mars 2006, après de nombreux sets en live entre 2004 et 2005, le groupe publie son deuxième album Penna capitale. La production est toujours confiée à Don Joe, aidé dans certaines pistes par Shablo, le chanteur caribéen Ricardo Phillips, DJ Shocca, Deda (membre de Sangue Misto), MC Mars, Marracash et Liv L'Raynge.

### Vile denaroetDogocrazia(2007–2009)
Le 18 mai 2007, le groupe publie l'album Vile denaro précédé par le single Mi hanno detto che.... L'album est enregistré dans un studio d'enregistrement de qualité, mieux que par le passé, et dont le mastering est effectué au Sterling Sound Studio de New York. Cet album donne au groupe une plus grande visibilité, et posent dans des magazines comme Groove Magazine, mais aussi sur Rolling Stone, Rumore et BBC.
Le second single extrait de Vile denaro s'intitule Tornerò da re. Elena Grimaldi, une actrice pornographique italienne, participe à la vidéo de la chanson qui est en deux versions : une version censurée et une non censurée avec des gestes explicites. Cette même année assiste au tournage des premiers films pornographiques en compagnie du Club Dogo, ainsi qu'avec les membres du TruceKlan, Elena Grimaldi, Franco Trentalance, Omar Galanti, Marco Nero, Fausto Moreno, Simone Russo et Miss Violetta Beauregard. Le titre du film est Mucchio selvaggio, et parle d'une histoire de la guerre entre gangs de rappeurs et ravers, et de trafics de cocaïne. La réalisation est confiée à Matteo Swaitz. 
En 2007, les Dogo publient la vidéo de Puro Bogotà, auto-produite entre Milan et Budapest et se placent au sommet des clips italiens les plus regardées sur le web. Au début de 2008, le groupe collabore sur la compilation Benvenuti nella giungla, qui fait participer les membres du Dogo Gang, Don Joe et Deleterio.
Le 5 juin 2009, le groupe  publie Dogocrazia sous le label Universal Records. L'album contient quinze chansons et plusieurs collaborations avec des artistes italiens (J-Ax, Terron Fabio de Sud Sound System), et le rappeur américain Kool G Rap. Le premier single extrait de l'album s'intitule Sgrilla, qui a suscité la polémique. Le deuxième single s'intitule Boing. L'album contient également deux remixes : un remix de la chanson Amore infame, chanté par Daniele Vit, et un remix de la chanson Sgrilla avec Vacca, Noyz Narcos, NTO et Nex Cassel, uniquement disponibles sur iTunes. Avec cet album, Dogo devient l'un des groupes de hip-hop italien les plus suivis. Ils apparaissent plus tard dans le mensuel Playboy d'octobre 2009.
Le 8 juin 2010 sort La legge del cane, un ouvrage écrit par Pequeno et La Furia, aux éditeurs Add. Le 10 juin 2010, le trio participe aux Wind Music Awards. Le 5 juillet 2010, ils participent au Heineken Jammin Festival avec les Black Eyed Peas, Cypress Hill, N.E.R.D et Massive Attack.

### DeChe bello essere noià la pause (2010–2017)
Le 29 juin 2010 sort sur le site officiel du groupe, le single Per la gente, anticipant la sortie de Che bello essere noi, publié le 5 octobre la même année. Précédé du single Spacco tutto et du vidéoclip de Voi non siete come noi, l'album fait ses débuts à la deuxième place des classements musicaux italiens. L'album contient deux remixes en bonus : Spacchiamo tutto remix, remix de Spacco tutto, avec Entics, Ensi, Vacca et Emis Killa, et le remix de Per la gente écrit par Don Joe.
Le 13 octobre 2010, le quotidien Corriere della Sera dédie une page entière à l'album. Le 15 octobre, La Furia et Pequeno participent au programme télévisé Le invasioni barbariche en direct sur LA7. Ils participent ensuite à l'émission de radio Deejay chiama Italia sur Radio DeeJay et aux programme télévisées Colorado Cafè, Chiambretti Night sur Mediaset, notamment. En novembre 2010, ils écrivent et chantent la chanson-thème de Deejay TV.
En 2011, ils participent de nouveau au mensuel Playboy. En mars 2011, ils participent au programme Un giorno da cani, sur Deejay TV. En fin avril 2011, les membres du groupe participent à une série de projet sen solo : Jake La Furia collabore avec Ensi, 2nd Roof Music produit le single 100K, et Gué Pequeno publie son premier album solo intitulé Il ragazzo d'oro  qui fait participer  Caprice, Caneda, Duellz, Vincenzo da Via Anfossi, Vacca, Baby K et Emis Killa. Le 14 juillet 2011, Don Joe et Shablo publient l'album Thori e Rocce, notamment avec Club Dogo et des artistes du Dogo Gang, de Duellz, Fabri Fibra, DJ Shocca, et Bassi Maestro. Le premier single s'intitule Le leggende non muoiono mai avec Noyz Narcos, Club Dogo, J-Ax, Marracash et Fabri Fibra.
Le 7 juin 2012 sort le sixième album du groupe, Noi siamo il club, précédé par les singles Cattivi esempi, publié le 24 avril 2012, Chissenefrega (in discoteca), publié le 6 mai 2012 et l'homonyme Noi siamo il club, publié le 22 mai 2012.
Le 22 mai 2014, le Club Dogo publie sur sa chaîne YouTube un clip de Noi siamo il club. Le 28 du même mois, ils annoncent le single Weekend publié le 2 juin. Le 11 juillet 2014, le groupe annonce le titre de son nouvel album Non siamo più quelli di Mi fist, et la date de publication pour le 9 septembre la même année. Le 25 juillet sort leur deuxième single Fragili, en collaboration avec Arisa. Le 28 du même mois, ils révèlent la liste des titres. L'album est certifié disque d'or en Italie en fin octobre 2014 pour 25 000 exemplaires vendus. Il contient les singles Sai zio, publié le 7 novembre et Start It Over, avec Cris Cab qui entre en rotation radio le 27 mars 2015. Le Club Dogo annonce une réédition de l'album composée de trois CD et un DVD, intitulée Non siamo più quelli di Mi fist - The Complete Edition pour le 5 mai 2015.
Le 19 mai 2017 sort Vile denaro 10th Anniversary, une version spéciale célébrant le dixième anniversaire de l'album Vile denaro sorti en 2007, avec des pistes remasterisées et des remixes. Le 27 juin, lors de la promotion de son album solo Gentleman, Guè déclare dans une interview avec la publication suisse Ticinonline qu'une réunion du Club Dogo est peu probable à l'heure actuelle, car tous les artistes sont satisfaits de leur carrière solo.

### Retour (depuis 2023)
Le 20 octobre 2023, le trio révèle son retour sur la scène musicale à travers une courte vidéo diffusée sur les réseaux sociaux. Dans les jours qui suivent, le groupe affiche complet pour dix dates au Mediolanum Forum d'Assago au printemps 2024, tandis que le 14 décembre 2023 est annoncée la sortie de l'album éponyme, qui a lieu le 12 janvier 2024. Le jour de la sortie de l'album, une date au stade San Siro de Milan est également annoncée, prévue pour le 28 juin 2024.

## Membres
- Gué Pequeno – rap, voix (depuis 2002)
- Jake La Furia – rap, voix (depuis 2002)
- Don Joe – programmation (depuis 2002)

## Discographie

### Albums studio
- 2003 : Mi fist
- 2006 : Penna capitale
- 2007 : Vile denaro
- 2009 : Dogocrazia
- 2010 : Che bello essere noi
- 2011 : Un giorno da cani EP
- 2012 : Noi siamo il Club
- 2014 : Non siamo più quelli di Mi fist
- 2024 : Cub Dogo

### Singles
- 2006 : Butta via tutto
- 2006 : D.O.G.O. (feat. Marracash)
- 2007 : Mi hanno detto che…
- 2007 : Incubo italiano
- 2007 : Puro bogotà (feat. Vincenzo da via Anfossi & Marracash)
- 2009 : Brucia ancora (feat. J-Ax)
- 2009 : Boing
- 2009 : Sgrilla
- 2009 : Ragazzi fuori (feat. Karkadan)
- 2009 : Il mio mondo, le mie regole - 2009
- 2009 : Né fama né soldi (feat. Terron Fabio)
- 2010 : Per la gente
- 2010 : Spacco tutto
- 2010 : D.D.D
- 2010 : Cocaina (feat. Noyz Narcos)
- 2010 : Ciao Proprio (feat. Marracash)
- 2010 : Voi non siete come noi
- 2010 : All'ultimo respiro
- 2012 : Cattivi Esempi
- 2012 : Chissenefrega (In Discoteca)
- 2012 : Erba del Diavolo (feat. Datura)
- 2012 : Se il mondo fosse (feat. Emis Killa, J-Ax, Marracash)
- 2012 : P.E.S. (ft. Giuliano Palma)
- 2012 : Tutto ciò che ho (feat. Il cile)
- 2012 : Se tu fossi me
- 2014 : Weekend

## Filmographie
- 2007 : Mucchio selvaggio, de Matteo Swaitz (film pornographique)
- 2008 : 5 EURO, de Tekla Taidelli (court-métrage)
- 2012 : I 2 soliti idioti, d'Enrico Lando